# Mossaträsk-Stormyran
Mossaträsk-Stormyrans naturreservat bildades 1998 och ligger 15 km väster om Solberg i Örnsköldsviks kommun. Reservatet som omfattar 900 hektar är ett av Västernorrlands läns största skogs-myrkomplex och har stor betydelse både för flyttande och häckande fåglar. Området ligger högt - mellan 420 och 465 m ö.h. Det är också utsett till Natura 2000-område enligt art- och habitatdirektivet och som skyddsområde enligt fågeldirektivet. Mossaträsk-Stormyran är även med i Ramsarlistan över världens mest skyddsvärda våtmarker och vattenmiljöer. 
Reservatet är även tänkt att vara tillgängligt för besökare och underlätta fågelskådning genom att ett fågeltorn anlagts ute på myren dit en markerad stig går från parkeringen på reservatets södra sida.
Många av myrarna är av typen flarkmyrar med blötare partier - flarkar - avgränsade av strängar av mossa och annan vegetation. Runt myrarna finns ovanligt mycket död ved i form av torrakor och lågor. Vid myrarnas utkanter växer sumpskog och på myrarna finns fastmarksholmar.

## Miljöbilder

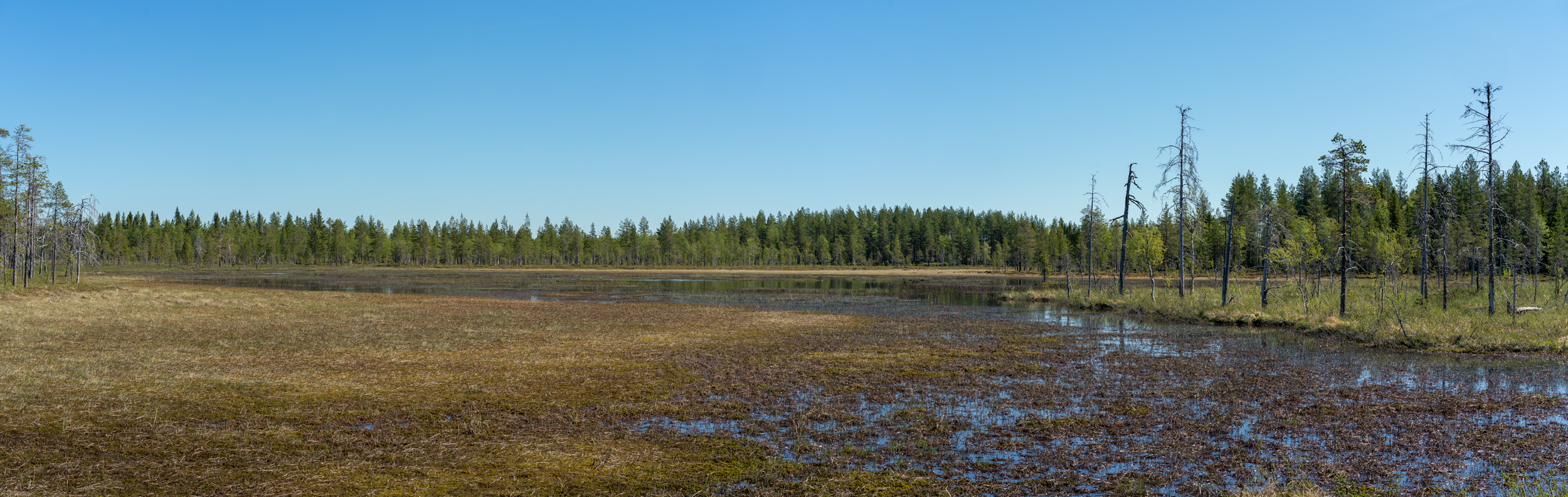
En av många myrar.
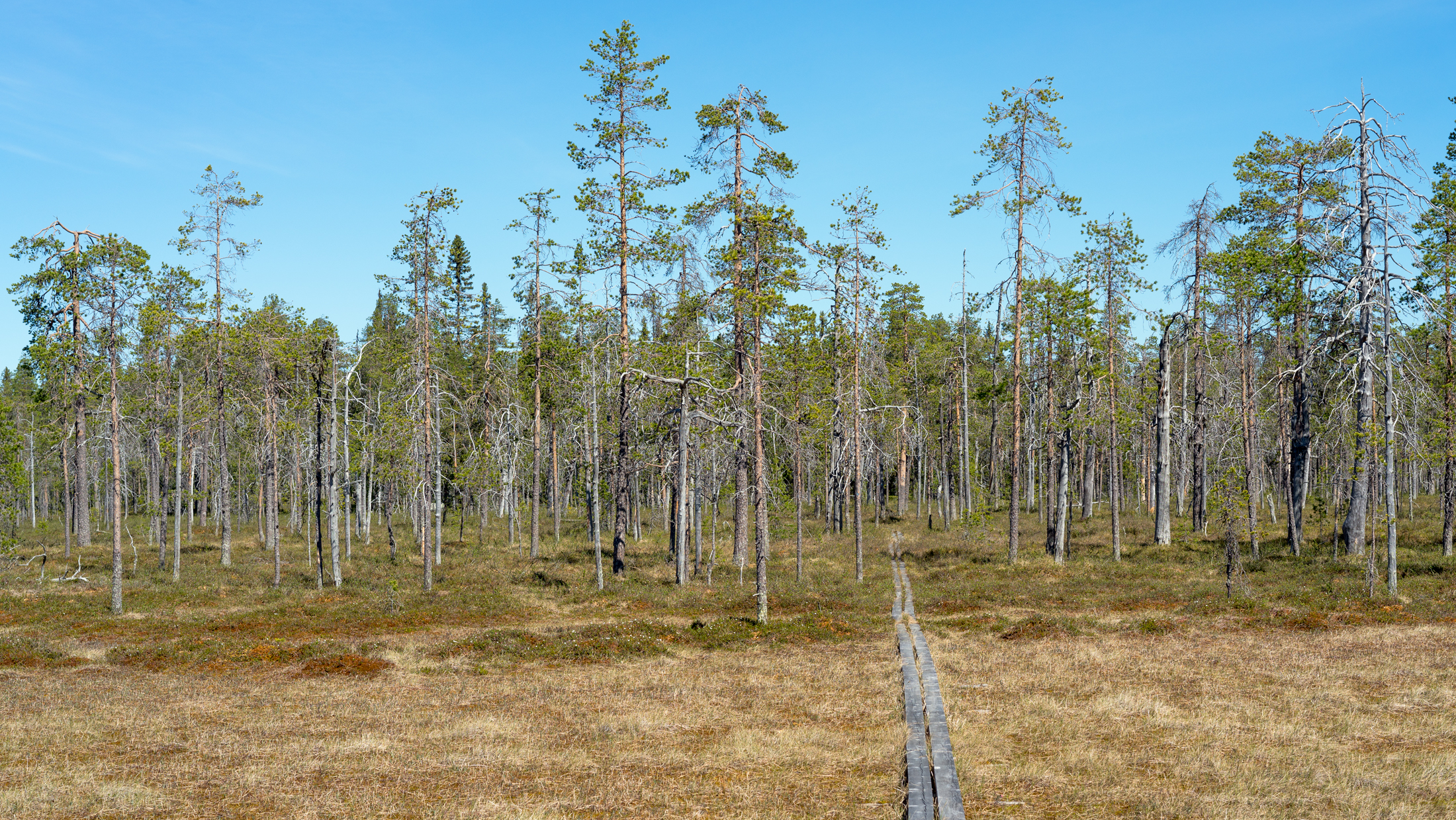
Sumpskog och torrakor vid myrkanterna.
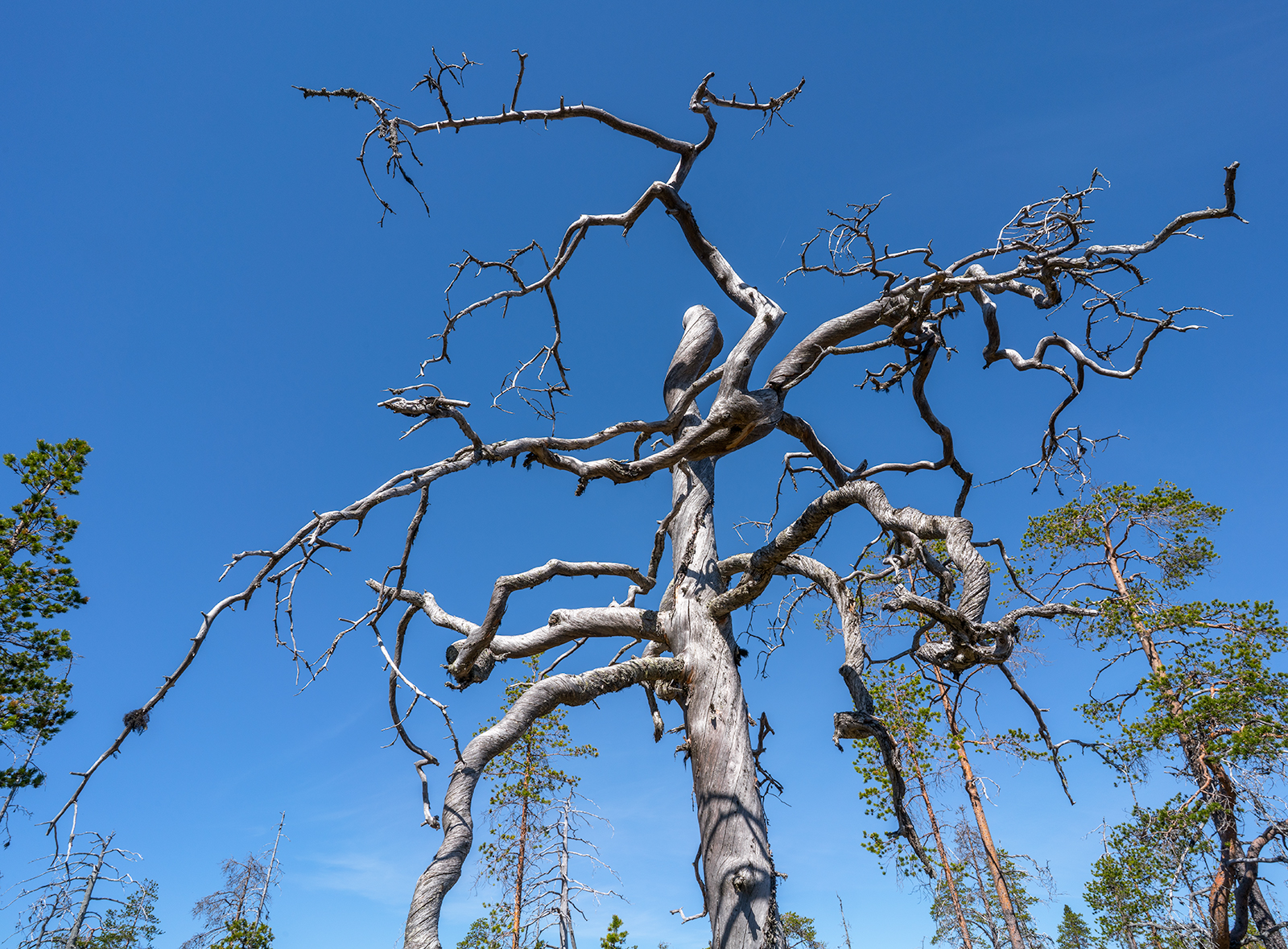
Torraka.

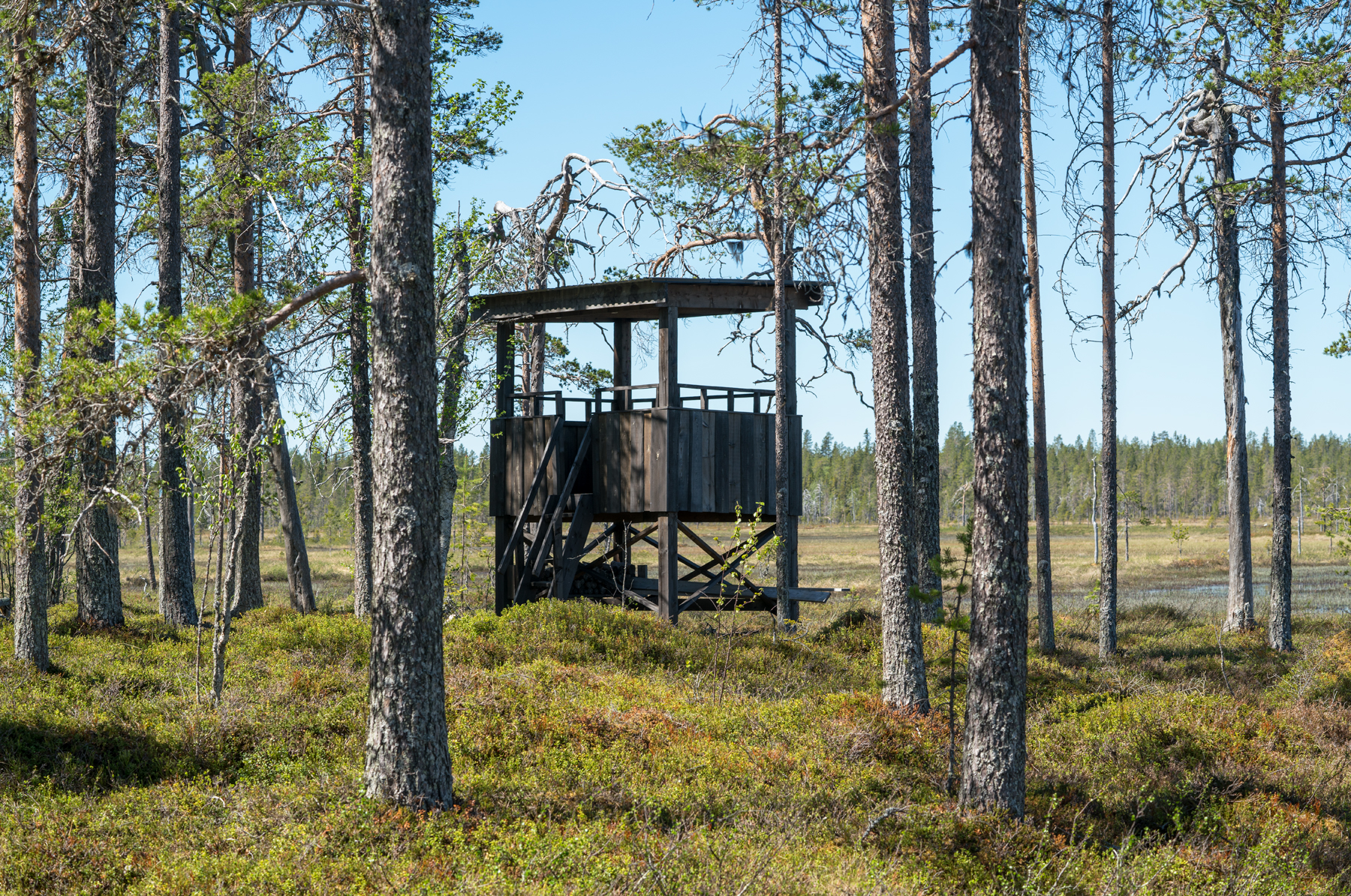
Fågeltornet vid ledens slut.
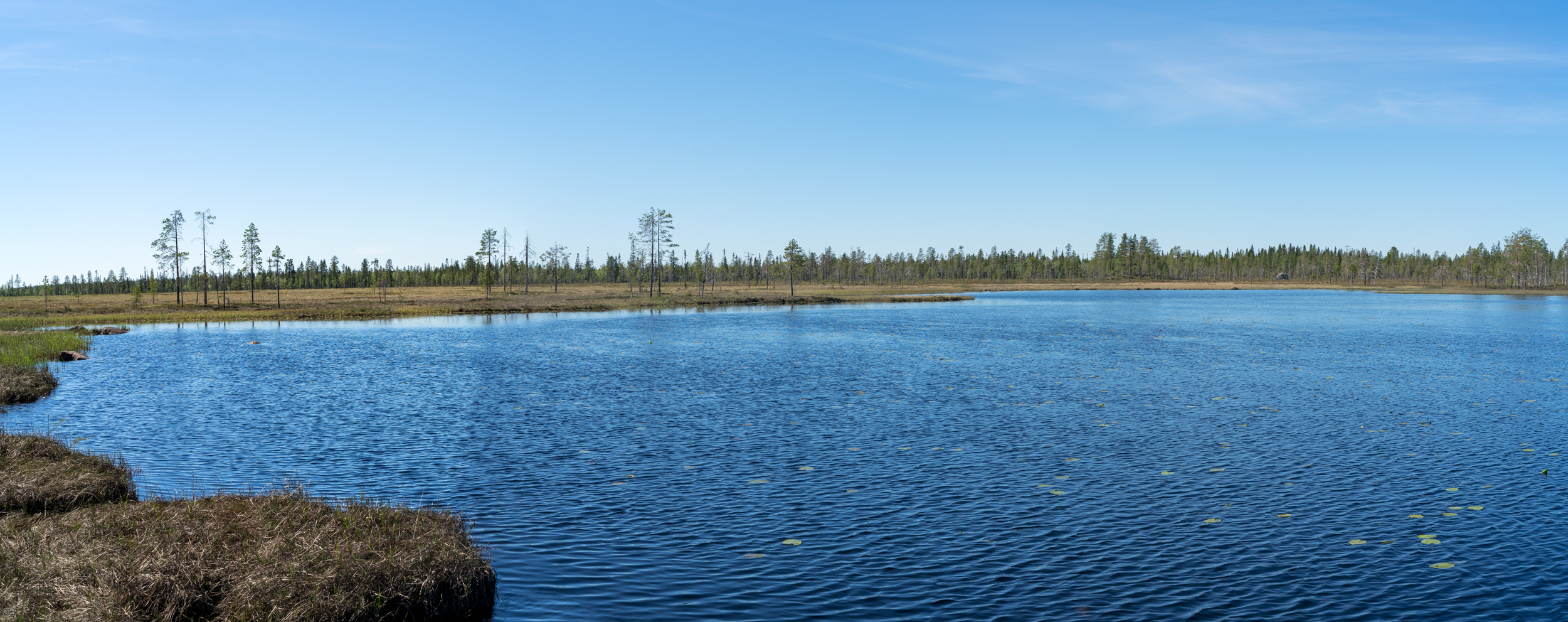
Västra Sjötjärnen.
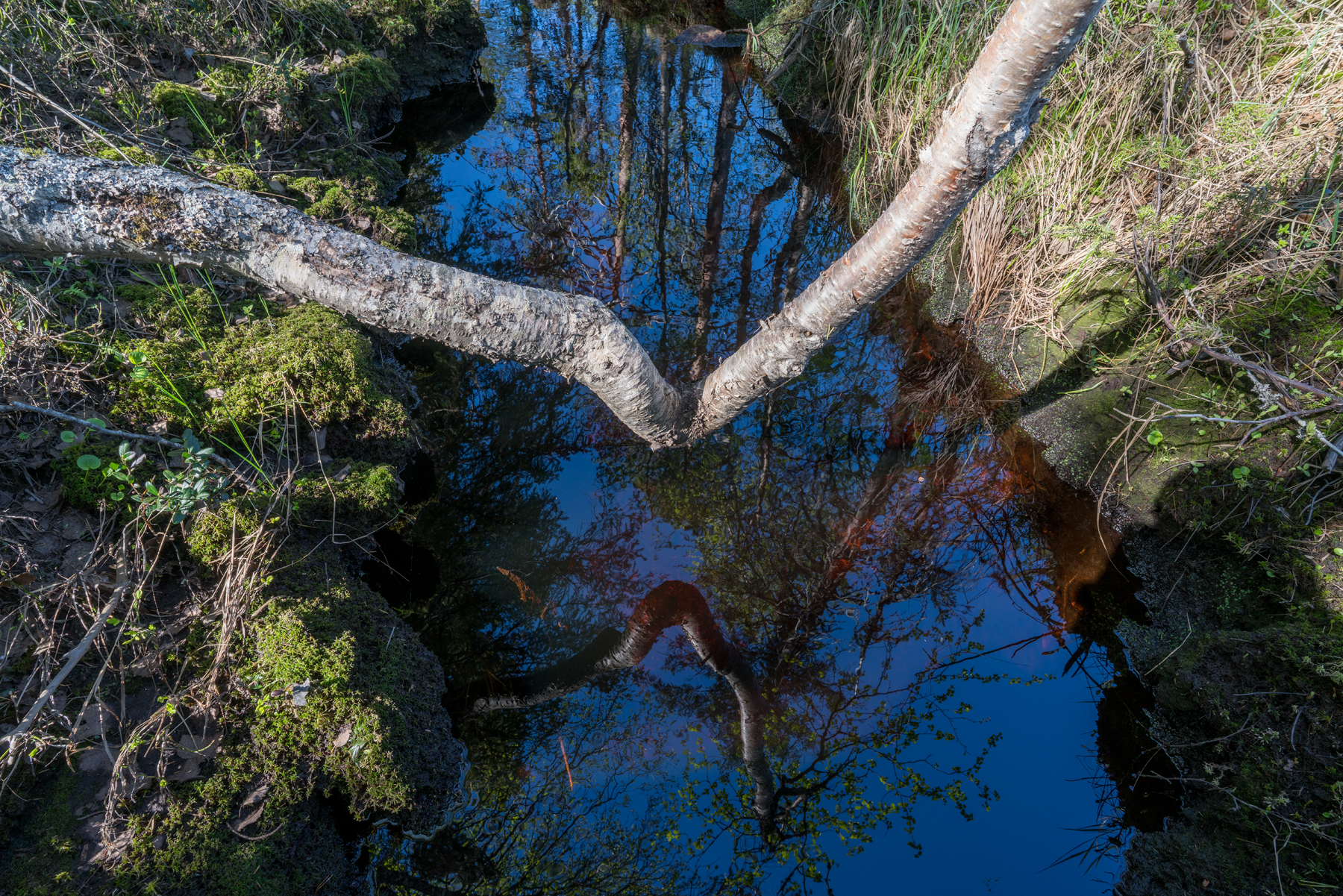
Bäcken som avvattnar Västra Sjötjärnen.

## Läs mer
- Om myrar